# ジオグリフ (競走馬)
ジオグリフ（欧字名:Geoglyph 香:地標圖形、2019年2月25日 - ）は、日本の競走馬。主な勝ち鞍は2022年の皐月賞、2021年の札幌2歳ステークス。	
馬名の意味は、地上絵。ドレフォンの初年度産駒の1頭である。

## 戦績

### 2歳（2021年）
6月26日東京の2歳新馬（芝1800m）にクリストフ・ルメール騎乗でデビューし、3番人気に推された。道中好位でレースを進めると直線で鋭く脚を伸ばして先頭に立つと後続に1馬身半差をつけ快勝した。なお、3着にはのちに菊花賞を勝利するアスクビクターモアが入っている。7月29日付で木村の調教停止処分に伴い、岩戸孝樹厩舎に転厩し、転厩初戦となった9月4日の札幌2歳ステークスでは最後方追走から追い上げ、直線で先頭に立つと最後はアスクワイルドモアに4馬身差をつけてドレフォン産駒初の重賞制覇となった。11月1日付で木村の調教停止処分終了に伴い、木村哲也厩舎に再転厩となる。
3勝目をかけた12月19日の朝日杯フューチュリティステークスでは2番人気に推され、レースでは道中後方二番手を追走。直線では大外に持ち出し上がり3ハロン最速タイの末脚で追い込むも、上位馬に届かず5着に敗れた。

### 3歳（2022年）
年明け初戦は共同通信杯を選択。メンバー唯一の斤量57kgを背負い1番人気に推されるが、ダノンベルーガの2着に敗れる。
4月17日、皐月賞に出走。ルメールはイクイノックスに騎乗するため、新たな鞍上として福永祐一を迎えた。道中は中団でレースを進め、直線で外から進出、内で食い下がったイクイノックスをゴール前で差し切り1馬身差で勝利した。この勝利で木村哲也調教師は初となるクラシック制覇、ドレフォン産駒はGI初勝利となった。また福永にとっては騎手として現役最後のGI勝利となった。レース後、福永は「自分が上手く誘導できれば勝てる馬だと思っていましたし、それに応えてくれた馬の走りが素晴らしかった」と走りを高く評価した。

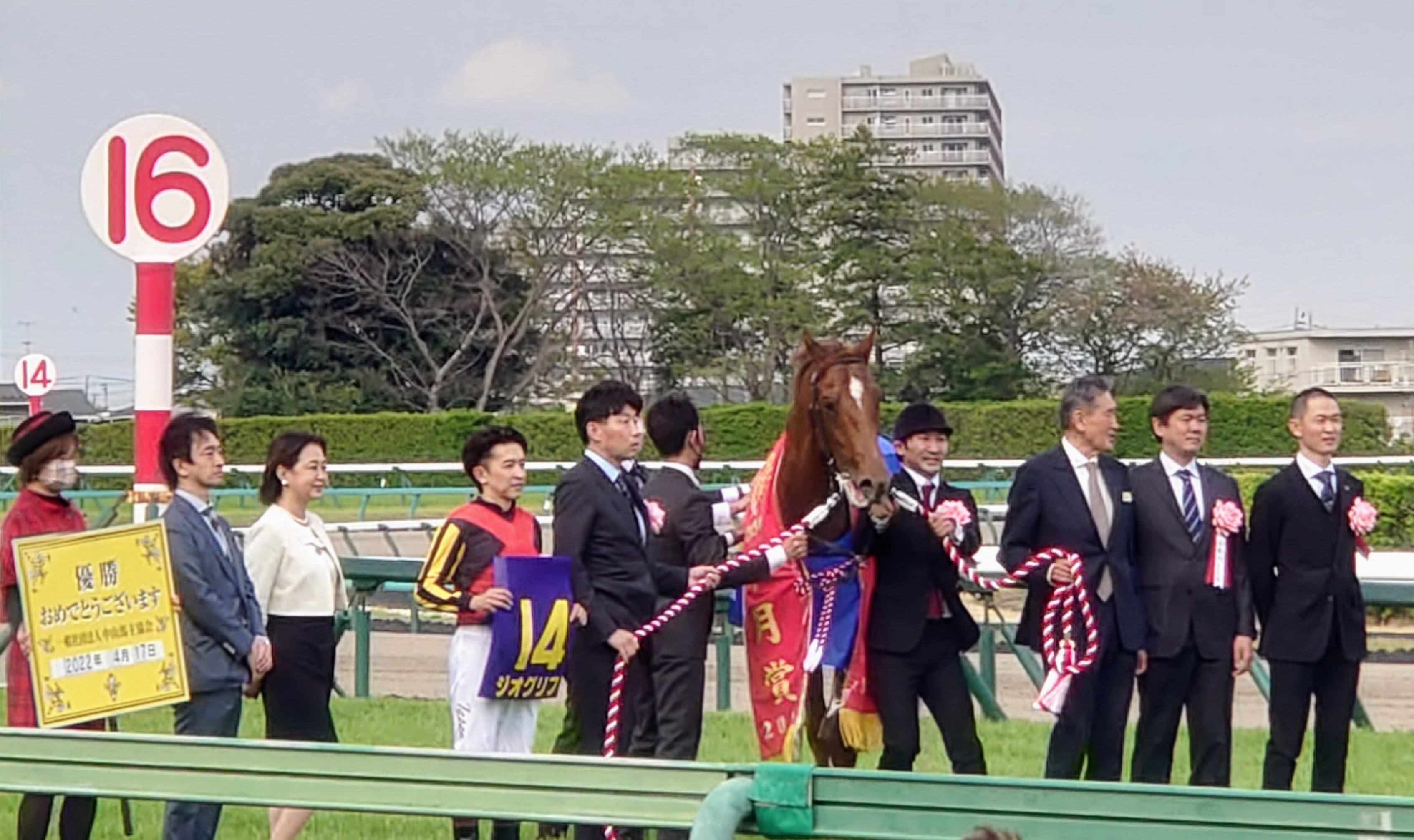
2022年 皐月賞口取り式

続いて二冠を目指して5月29日の東京優駿（日本ダービー）に出走。道中は中団を追走して最終コーナーから追い込みをかけたものの直線で伸びを欠き、7着に敗れた。その後の検査で右前脚第1指骨（繋骨）の骨折が判明し全治3ヶ月の見通しと発表された。
10月30日、東京競馬場で行われた天皇賞(秋)に当初は短期騎手免許で来日する予定だったクリストフ・スミヨンが騎乗する予定だったが、彼が２ヶ月に及ぶ騎乗停止処分を受けた事により来日自体が無くなり、引き続き福永祐一とのコンビで出走。まずまずのスタートを切り、終始中団の後ろにつけて前を伺っていたが、馬群から抜けきることはできず9着に敗れた。
12月11日、香港のシャティン競馬場で行われた香港カップに、初コンビであるウィリアム・ビュイックを鞍上に迎えて出走。日本馬5頭が出走する中、4番人気に支持されたが、直線でうまく伸びることができず6着に敗退。皐月賞以来掲示板を確保したレースがないまま一年を終えた。

### 4歳（2023年）
2月25日、4歳初戦として初のダート・初の海外挑戦となるサウジカップに出走。好スタートを決め、道中はパンサラッサをマークする形で好位に取り付いた。パンサラッサと同じタイミングで仕掛け、直線ラスト50mではやや失速したものの、粘って皐月賞以来の掲示板となる4着に入った。その後ジオグリフは日本へ帰国せず、ドバイワールドカップへ参戦するためドバイへ転戦するも、11着に敗れた。
帰国後は宝塚記念に出走するも9着。
秋初戦はマイルチャンピオンシップ南部杯に出走し、前走同様9着。次走は1年ぶりにビュイックを鞍上に迎えチャンピオンズカップに出走、道中好位につけるも直線でほとんど伸びず前走同様レモンポップから大きく離された15着のシンガリ負けを喫する。なお南部杯の鞍上岩田望来が「個人的には芝のほうがいい印象を受けました」と指摘している。

### 5歳（2024年）
5歳初戦は芝に戻り中山記念を選択。道中はリズム良く前めのインを追走し、勝負所で反応よく加速。直線で外に出されるとジワジワと脚を伸ばし、優勝した皐月賞以来の馬券圏内となる3着に好走した。続いて3月31日の大阪杯に出走。4番手で流れに乗ると、直線でも上位馬に食い下がり、芝GIでは皐月賞以来の掲示板となる5着に入った。
6月2日の安田記念は6着となり、その後は8月18日の札幌記念からは横山武史が騎乗、末脚を伸ばしてノースブリッジの0.3秒差2着に入り、皐月賞以来約2年4か月ぶりの連対となった。
秋はアメリカ遠征となり、11月3日のデルマー競馬場で行われたブリーダーズカップ・マイル（G1）に出走、5着に入線し5歳シーズンを終える。

### 6歳（2025年）
6歳初戦は東京新聞杯からの始動だったが11着と敗れた。その後、オーストラリア遠征で4月5日のロイヤルランドウィック競馬場で行われるドンカスターマイル（G1）へ出走することとなった。主催者発表のハンデキャップは55kgとされた。
その後、オーストラリアのG1であるクイーンエリザベスステークスでは13着に終わり、その後、右前脚球節部の骨折が分かったため、改めて、JRA競馬学校でX線検査を改めて行ったところ、右前脚第3中手骨の骨折が判明したことを4月24日に、馬主であるサンデーサラブレッドクラブがホームページで明らかにした。なお、JRAの正式発表では、6か月以上の休養を余儀なくされるいう。

## 競走成績
以下の内容は、JBISサーチ、netkeiba.com、香港ジョッキークラブ、サカブジョッキークラブ、Racing Post、エミレーツ競馬協会およびTotal Performance Dataの情報に基づく。
| 競走日     | 競馬場         | 競走名          | 格   | 距離（馬場）  | 頭 数 | 枠 番 | 馬 番 | オッズ （人気） | 着順 | タイム （上り3F） | 着差  | 騎手          | 斤量 [kg] | 1着馬（2着馬）         | 馬体重 [kg] |
| ---------- | -------------- | --------------- | ---- | ------------- | ----- | ----- | ----- | --------------- | ---- | ----------------- | ----- | ------------- | --------- | ---------------------- | ----------- |
| 2021.06.26 | 東京           | 2歳新馬         |      | 芝1800m（良） | 10    | 2     | 2     | 004.50（3人）   | 01着 | R1:48.2（33.3）   | -0.2  | 0C.ルメール   | 54        | （アサヒ）             | 490         |
| 0000.09.04 | 札幌           | 札幌2歳S        | GIII | 芝1800m（良） | 9     | 8     | 9     | 002.10（1人）   | 01着 | R1:49.1（36.1）   | -0.7  | 0C.ルメール   | 54        | （アスクワイルドモア） | 492         |
| 0000.12.19 | 阪神           | 朝日杯FS        | GI   | 芝1600m（良） | 15    | 7     | 13    | 003.20（2人）   | 05着 | R1:34.0（34.5）   | -0.5  | 0C.ルメール   | 55        | ドウデュース           | 496         |
| 2022.02.13 | 東京           | 共同通信杯      | GIII | 芝1800m（稍） | 11    | 5     | 5     | 003.40（1人）   | 02着 | R1:48.1（34.0）   | -0.2  | 0C.ルメール   | 57        | ダノンベルーガ         | 498         |
| 0000.04.17 | 中山           | 皐月賞          | GI   | 芝2000m（良） | 18    | 7     | 14    | 009.10（5人）   | 01着 | R1:59.7（34.3）   | -0.1  | 0福永祐一     | 57        | （イクイノックス）     | 494         |
| 0000.05.29 | 東京           | 東京優駿        | GI   | 芝2400m（良） | 18    | 7     | 15    | 005.90（4人）   | 07着 | R2:22.9（34.9）   | -1.0  | 0福永祐一     | 57        | ドウデュース           | 492         |
| 0000.10.30 | 東京           | 天皇賞（秋）    | GI   | 芝2000m（良） | 15    | 4     | 6     | 009.10（5人）   | 09着 | R1:58.3（33.6）   | -0.8  | 0福永祐一     | 56        | イクイノックス         | 506         |
| 0000.12.11 | 沙田           | 香港C           | G1   | 芝2000m（Gd） | 12    | 3     | 11    | 019.00（6人）   | 06着 | R2:00.79（35.88） | -1.09 | 0W.ビュイック | 56        | Romantic Warrior       | 499         |
| 2023.02.25 | KAA            | サウジC         | G1   | ダ1800m（Fs） | 13    | 12    | 5     | 026.00（9人）   | 04着 | R1:51.08          | -0.28 | 0C.ルメール   | 57        | Panthalassa            | 計不        |
| 0000.03.25 | メイダン       | ドバイWC        | G1   | ダ2000m（Fs） | 15    | 9     | 7     | 016.90（5人）   | 11着 | R2:09.05（43.97） | -5.80 | 0C.ルメール   | 57        | Ushba Tesoro           | 計不        |
| 0000.06.25 | 阪神           | 宝塚記念        | GI   | 芝2200m（良） | 17    | 7     | 13    | 083.1（11人）   | 09着 | R2:11.9（35.8）   | -0.7  | 0岩田望来     | 58        | イクイノックス         | 510         |
| 0000.10.09 | 盛岡           | MCS南部杯       | JpnI | ダ1600m（稍） | 14    | 6     | 9     | 005.70（3人）   | 09着 | R1:37.0（37.5）   | -3.2  | 0岩田望来     | 57        | レモンポップ           | 515         |
| 0000.12.03 | 中京           | チャンピオンズC | GI   | ダ1800m（良） | 15    | 2     | 3     | 048.1（10人）   | 15着 | R1:55.0（41.4）   | -4.4  | 0W.ビュイック | 58        | レモンポップ           | 504         |
| 2024.02.25 | 中山           | 中山記念        | GII  | 芝1800m（稍） | 16    | 2     | 4     | 010.00（4人）   | 03着 | R1:48.5（37.3）   | -0.4  | 0戸崎圭太     | 58        | マテンロウスカイ       | 516         |
| 0000.03.31 | 阪神           | 大阪杯          | GI   | 芝2000m（良） | 16    | 3     | 6     | 015.40（8人）   | 05着 | R1:58.5（34.9）   | -0.3  | 0北村宏司     | 58        | ベラジオオペラ         | 506         |
| 0000.06.02 | 東京           | 安田記念        | GI   | 芝1600m（稍） | 18    | 2     | 4     | 043.9（12人）   | 06着 | R1:32.8（34.0）   | -0.5  | 0北村宏司     | 58        | ロマンチックウォリアー | 510         |
| 0000.08.18 | 札幌           | 札幌記念        | GII  | 芝2000m（良） | 12    | 2     | 2     | 007.80（3人）   | 02着 | R1:59.9（35.0）   | -0.3  | 0横山武史     | 58        | ノースブリッジ         | 512         |
| 0000.11.03 | デルマー       | BCマイル        | G1   | 芝1600m（良） | 12    |       | 3     | （5人）         | 05着 | R                 | -     | 0横山武史     | 57        | More Than Looks        | 計不        |
| 2025.02.09 | 東京           | 東京新聞杯      | GIII | 芝1600m（良） | 16    | 6     | 11    | 021.90（7人）   | 11着 | R1:33.4（33.7）   | -0.8  | 0横山武史     | 59        | ウォーターリヒト       | 514         |
| 0000.04.05 | ランドウィック | ドンカスターM   | G1   | 芝1600m（稍） | 20    |       | 4     | （10人）        | 18着 | R1:36.7           | -     | 0D.レーン     | 55        | Stefi Magnetica        | 計不        |
| 0000.04.12 | ランドウィック | 豪QES           | G1   | 芝2000m（稍） | 13    |       | 11    | 021.30（5人）   | 13着 | R2:04.5           | -     | 0D.レーン     | 59        | Via Sistina            | 計不        |

- 海外の競走の「枠番」欄にはゲート番を記載
- 香港のオッズ・人気は香港ジョッキークラブのもの（日本式のオッズ・表記とした）
- サウジアラビアのオッズ・人気はRacing Postのもの（日本式のオッズ表記とした）
- 競走成績は2025年4月12日現在

## 評価・特徴
持病
本馬はデビュー前からノド鳴り（喘鳴症）を患っており、厩舎スタッフはデビュー戦から半信半疑であった。しかし、レースでは不思議とノド鳴りが気にならない走り方をしており、パフォーマンスに影響を与えていないという。

## 血統表
| ジオグリフの血統                 | ジオグリフの血統                                           | ジオグリフの血統                                           | （血統表の出典）                                           | （血統表の出典）  |
| 父系                             | ストームキャット系                                         | ストームキャット系                                         | ストームキャット系                                         | [ § 2 ]           |
| 父 *ドレフォン Drefong 2013 鹿毛 | 父の父Gio Ponti 2005 鹿毛                                  | Tale of the Cat                                            | Storm Cat                                                  | Storm Cat         |
| 父 *ドレフォン Drefong 2013 鹿毛 | 父の父Gio Ponti 2005 鹿毛                                  | Tale of the Cat                                            | Yarn                                                       |                   |
| 父 *ドレフォン Drefong 2013 鹿毛 | 父の父Gio Ponti 2005 鹿毛                                  | Chipeta Springs                                            | Alydar                                                     | Alydar            |
| 父 *ドレフォン Drefong 2013 鹿毛 | 父の父Gio Ponti 2005 鹿毛                                  | Chipeta Springs                                            | Salt Spring                                                |                   |
| 父 *ドレフォン Drefong 2013 鹿毛 | 父の母Eltimaas 2007 鹿毛                                   | Ghostzapper                                                | Awesome Again                                              | Awesome Again     |
| 父 *ドレフォン Drefong 2013 鹿毛 | 父の母Eltimaas 2007 鹿毛                                   | Ghostzapper                                                | Baby Zip                                                   |                   |
| 父 *ドレフォン Drefong 2013 鹿毛 | 父の母Eltimaas 2007 鹿毛                                   | Najecam                                                    | Trempolino                                                 | Trempolino        |
| 父 *ドレフォン Drefong 2013 鹿毛 | 父の母Eltimaas 2007 鹿毛                                   | Najecam                                                    | Sue Warner                                                 |                   |
| 母 アロマティコ 2009 栗毛        | 母の父キングカメハメハ 2001 鹿毛                           | Kingmambo                                                  | Mr. Prospector                                             | Mr. Prospector    |
| 母 アロマティコ 2009 栗毛        | 母の父キングカメハメハ 2001 鹿毛                           | Kingmambo                                                  | Miesque                                                    |                   |
| 母 アロマティコ 2009 栗毛        | 母の父キングカメハメハ 2001 鹿毛                           | *マンファス                                                | *ラストタイクーン                                          | *ラストタイクーン |
| 母 アロマティコ 2009 栗毛        | 母の父キングカメハメハ 2001 鹿毛                           | *マンファス                                                | Pilot Bird                                                 |                   |
| 母 アロマティコ 2009 栗毛        | 母の母ナスカ 2003 鹿毛                                     | *サンデーサイレンス                                        | Halo                                                       | Halo              |
| 母 アロマティコ 2009 栗毛        | 母の母ナスカ 2003 鹿毛                                     | *サンデーサイレンス                                        | Wishing Well                                               |                   |
| 母 アロマティコ 2009 栗毛        | 母の母ナスカ 2003 鹿毛                                     | アンデスレディー                                           | *ノーザンテースト                                          | *ノーザンテースト |
| 母 アロマティコ 2009 栗毛        | 母の母ナスカ 2003 鹿毛                                     | アンデスレディー                                           | ペルースポート                                             |                   |
| 母系(F-No.)                      | レデイチヤツター(GB)系(FN:19)                              | レデイチヤツター(GB)系(FN:19)                              | レデイチヤツター(GB)系(FN:19)                              | [ § 3 ]           |
| 5代内の近親交配                  | Mr. Prospector M4×S5 = 9.38%、Raise a Native S5×M5 = 6.25% | Mr. Prospector M4×S5 = 9.38%、Raise a Native S5×M5 = 6.25% | Mr. Prospector M4×S5 = 9.38%、Raise a Native S5×M5 = 6.25% | [ § 4 ]           |
| 出典                             | 1. 2. 3. 4.                                                | 1. 2. 3. 4.                                                | 1. 2. 3. 4.                                                | 1. 2. 3. 4.       |

母系の血統には社台グループの歴史が詰め込まれており、5代母グレートターフに交配されたガーサント、4代母ペルースポートに交配されたノーザンテースト、3代母アンデスレディーに交配されたサンデーサイレンスはいずれも社台グループが導入した種牡馬で、3頭とものちにチャンピオンサイアーとなっている。
- 母アロマティコは中央6勝を挙げ、クイーンステークス2着、秋華賞・エリザベス女王杯・マーメイドステークス3着の実績がある。
- 主な近親にアンデスクイーン（エンプレス杯、レディスプレリュードなど）、アンデスビエント（関東オークス）、インティライミ（京都新聞杯、京都大賞典など）、アルバート（ステイヤーズステークス3回、ダイヤモンドステークス）など[51][54]。